# Psyence Fiction
Psyence Fiction è l'album discografico di debutto degli Unkle, pubblicato nel 1998 dalla Mo' Wax.

## Informazioni
- Unreal è una versione strumentale della canzone Be There (feat. Ian Brown), pubblicata dagli U.N.K.L.E. un anno prima come singolo.
- In alcune edizioni dell'album sono presenti due bonus track strumentali: Guns Blazing e The Knock.
- Alcune versioni del disco contengono la traccia Intro (optional) come "traccia zero" (nel pre-gap della prima traccia). Questa è accessibile andando in "rewind".
- La canzone Lonely Soul è stata utilizzata nel trailer del videogioco Assassin's Creed e nella colonna sonora del film The Beach.

## Tracce
1. Guns Blazing (Drums of Death, Pt. 1) – 5:01 – feat. Kool G Rap
2. UNKLE Main Title Theme – 3:24
3. Bloodstain – 5:57 – feat. Alice Temple
4. Unreal – 5:10
5. Lonely Soul – 8:56 – feat. Richard Ashcroft
6. Getting Ahead In The Lucrative Field of Artist Management – 0:56
7. Nursery Rhyme / Breather – 4:45 – feat. Badly Drawn Boy
8. Celestial Annihilation – 4:44
9. The Knock (Drums of Death, Pt. 2) – 3:58 – feat. Mike D
10. Chaos – 4:42 – feat. Atlantique Khan
11. Rabbit in Your Headlights – 6:20 – feat. Thom Yorke
12. Outro (Mandatory) – 1:06

## Formazione
- DJ Shadow - produzione
- James Lavelle - voce, ingegneria
- Sie Medway-Smith, Jim Abbiss - ingegneria
- Kool G Rap, Alice Temple, Richard Ashcroft, Damon Gough, Mike D, Atlantique Khan, Thom Yorke - voce
- Mark Hollis - piano
- Jason Newsted - basso, theremin